# 洛伊岑多夫
洛伊岑多夫是德国巴伐利亚州的一个市镇。总面积12.03平方公里，总人口618人，其中男性318人，女性300人（2011年12月31日），人口密度51人/平方公里。